# Raimon Obiols i Germà
Josep Maria „Raimon” Obiols i Germà (ur. 5 sierpnia 1940 w Barcelonie) – hiszpański i kataloński polityk, poseł do Parlamentu Europejskiego V, VI i VII kadencji.

## Życiorys
Ukończył studia z zakresu geologii. Od lat 70. aktywny w ruchu socjalistycznym na terenie Katalonii. Od 1983 do 1996 był pierwszym sekretarzem Partii Socjalistów Katalonii, a w latach 1996–2000 jej przewodniczącym. W 1979 zasiadł w Komitecie Wykonawczym PSOE, był jej sekretarzem ds. stosunków międzynarodowych (1994–2000). W latach 1993–2001 był przewodniczącym Komisji Śródziemnomorskiej Międzynarodówki Socjalistycznej. Od 1999 do 2000 sprawował funkcję wiceprzewodniczącego PES.
W 1977 wszedł w skład Kongresu Deputowanych, w którym pozostawał do 1984, kiedy to został wybrany do parlamentu regionalnego w Barcelonie jako przedstawiciel PSOE-PSC. Reelekcję uzyskiwał w latach 1989 i 1994. W 1999 objął mandat posła do Parlamentu Europejskiego z ramienia PSC. Był wiceprzewodniczącym grupy PES (1999–2004) oraz delegacji ds. stosunków z państwami Maghrebu i Unią Maghrebu Arabskiego (1999–2002) i analogicznej delegacji ds. stosunków z państwami Ameryki Środkowej i Meksykiem (2002–2004). W 2004 pełnił obowiązki wiceprzewodniczącego PE. Mandat uzyskiwał również w wyborach 2004 i 2009. Był przewodniczącym Konferencji Przewodniczących Delegacji. Zasiadł m.in. w Komisji Spraw Zagranicznych oraz Podkomisji Praw Człowieka.